# 존 페퍼
존 페퍼(John Feffer)는 미국 정부의 외교정책에 대해서 연구하는 외교정책전문가로 미국 정책연구원 소장이다. 월드 폴리시 저널 편집위원과 부편집장, 미국 국제관계센터 국제문제담당 국장과 미국 정책연구원 외교정책포커스 소장을 거쳤으며 한국인이 아닌 미국인의 입장에서 북핵 위기를 둘러싼 오해와 진실을 규명하고, 한반도 생존과 평화의 해법을 제시하여 2004년 프랑크푸르트 도서전에서 화제를 모은 《남한 · 북한》(도서출판 모색 2005년 3월),《North Korea South Korea: U.S. Policy at a Time of Crisis 》(2003년 9월),《Power Trip: U.S. Unilateralism and Global Strategy After September 11》(2003년 4월),《Crusade 2.0》(2013년 3월)을 저술하고 정기간행물인 한겨레신문에 외교 문제와 관련하여 기명 칼럼을 기고하였다.